# Rødovre Mighty Bulls
Die Rødovre Mighty Bulls sind die Profimannschaft des dänischen Eishockeyclubs Rødovre SIK aus Rødovre, der 1961 gegründet wurde. Die erste Mannschaft des Clubs spielt seit 1964 durchgängig in der höchsten Spielklasse Dänemarks, der heutigen Metal Ligaen.

## Geschichte
Die Rødovre Mighty Bulls, die 1961 unter dem Namen Rødovre SIK (Rødovre Skøjte og Ishockey Klub) gegründet wurden, gewannen erstmals 1978 die Dänische Meisterschaft. Ab Ende der 1970er bis Anfang der 1990er Jahre war Rødovre die stärkste Mannschaft im dänischen Eishockey und gewannen vier weitere Meistertitel. Zudem wurden sie in diesem Zeitraum vier Mal Vizemeister. Den letzten großen Erfolg erreichten die Mighty Bulls mit dem Gewinn der Meisterschaft in der Saison 1998/99. Zwei Jahre später scheiterten sie an Herning Blue Fox. In den Saisons 2008/09 und 2012/13 erreichte die Mannschaft in den Playoffs den dritten Platz.
Die zweite Mannschaft des Klubs spielt seit 2007 wieder in der 1. division.

## Erfolge
- Dänischer Meister: 1978, 1983, 1985, 1986, 1990, 1999
- Dänischer Vizemeister: 1979, 1981, 1982, 1991, 2001

## Europapokalspiele
| Wettbewerb                    | Runde             | Gegner                       | 1. Spiel | 2. Spiel |  |
| ----------------------------- | ----------------- | ---------------------------- | -------- | -------- |  |
|                               |                   |                              |          |          |  |
| Eishockey-Europapokal 1978/79 | 1. Runde          | Manglerud Star Oslo          | 2:2      | 3:7      |  |
|                               |                   |                              |          |          |  |
| Eishockey-Europapokal 1983/84 | 1. Runde          | Dundee Rockets               | 12:3     | 9:2      |  |
|                               | 2. Runde          | SC Dynamo Berlin             | 2:12     | 2:9      |  |
|                               |                   |                              |          |          |  |
| Eishockey-Europapokal 1990    | Vorrunde Gruppe C | Cardiff Devils               | 8:11     |          |  |
|                               |                   | HK Polonia Bytom             | 1:7      |          |  |
|                               |                   | Furuset IF                   | 7:2      |          |  |
|                               |                   |                              |          |          |  |
| IIHF Continental Cup 1999     | 2. Runde Gruppe H | Podhale Nowy Targ            | 4:4      |          |  |
|                               |                   | HKm Zvolen                   | 2:5      |          |  |
|                               |                   | HK Sokol Kiew                | 2:6      |          |  |
|                               |                   |                              |          |          |  |
| IIHF Continental Cup 2001/02  | 1. Runde Gruppe F | CH Jaca                      | 6:1      |          |  |
|                               |                   | Grenoble Métropole Hockey 38 | 3:3      |          |  |
|                               |                   | Tilburg Trappers             | 2:2      |          |  |

## Stadion
Die Heimspiele der Rødovre Mighty Bulls werden in der Rødovre Skøjte Arena in Rødovre ausgetragen, die 3.600 Zuschauer fasst. 

## Ehemalige Spieler
- Jannik Hansen
- Mads Bødker
- Mikkel Bødker
- Lars Eller
- Sebastian Dahm

## Nicht mehr zu vergebende Nummern
- 5: Tommy Pedersen